# Strutture più alte di Tokyo
Tokyo è la più popolata delle 47 prefetture del Giappone. A Tokyo, ci sono quarantasei edifici e strutture che si ergono più alte di 185 metri (607 piedi). La struttura più alta della prefettura è la Tokyo Sky Tree, una torre a traliccio che si erge fino a 634 metri (2.080 piedi), che è stata completata nel 2012. Si erge anche come la struttura più alta in Giappone, la torre più alta del mondo e la seconda più alta struttura indipendente nel mondo. L'edificio più alto e la terza struttura più alta a Tokyo è Toranomon Hills, di 256 metri (838 piedi), completato nel 2014. Il secondo edificio più alto della prefettura è Midtown Tower, che vanta 54 piani per 248 metri (814 piedi) d'altezza. Complessivamente, dei venticique edifici e strutture più alte del Giappone, sedici sono a Tokyo.
I grattacieli sono un fenomeno relativamente recente in Giappone. A causa di preoccupazioni estetiche e ingegneristiche, la legge standard sulle costruzioni del Giappone ha fissato un limite di altezza assoluto di 31 metri fino al 1963, quando il limite fu abolito a favore di un limite del Floor Area Ratio. A seguito di questi cambiamenti nei regolamenti edilizi, il Kasumigaseki Building è stato costruito e completato nel 1968. Doppiando l'altezza del precedente edificio più alto del Giappone (l'hotel New Otani Tokyo di 17 piani) l'edificio Kasumigaseki è considerato il primo edificio moderno in Giappone, alto 36 piani e 156 metri (512 ft) di altezza. Il boom dell'economia giapponese del dopoguerra e l'organizzazione delle Olimpiadi estive del 1964 contribuirono a creare un boom edilizio a Tokyo negli anni sessanta e settanta. La costruzione continuò negli anni ottanta e novanta quando la bolla dei prezzi delle attività giapponesi crebbe fino a scoppiare. La zona metropolitana di Tokyo è divisa in due sezioni: l'area di Tama e i quartieri speciali. Tutti gli edifici più alti della prefettura si trovano all'interno dei ventitré quartieri speciali, che comprendono l'area precedentemente identificata come città di Tokyo. Nishi-Shinjuku, un quartiere all'interno di Shinjuku, è stata la prima grande area di sviluppo dei grattacieli della prefettura. A partire dalla costruzione del Keio Plaza Hotel nel 1971, il quartiere è ora sede di undici dei quaranta grattacieli più alti di Tokyo.
Tokyo è stata sede di numerosi progetti di costruzione di grattacieli. Dal 2010 sono stati completati tredici edifici che superano i 185 metri (607 piedi). A febbraio 2017 otto edifici di questo tipo sono in costruzione nella prefettura. Diversi progetti di costruzione previsti per superare l'altezza di 185 metri sono stati proposti per il prossimo futuro.

## Edifici più alti
Questo elenco classifica i grattacieli di Tokyo alti almeno 185 metri (607 piedi), basati sulla misurazione standard dell'altezza. Questa altezza include guglie e dettagli architettonici ma non include i montanti dell'antenna. Un segno di uguale (=) che segue una classifica indica la stessa altezza tra due o più edifici. La colonna "Anno" indica l'anno in cui un edificio è stato completato. Le torri indipendenti, i tralicci tirati e altre strutture non abitabili sono inclusi a scopo di confronto, ma non sono classificati.
| Classifica | Nome                                         | Immagine | Altezza m (ft) | Piani | Anno | Coordinate                 | Quartiere     | Note |
| ---------- | -------------------------------------------- | --- | -------------- | ----- | ---- | -------------------------- | ------------- | --- |
| —          | Tokyo Sky Tree                               | Tokyo Skytree 2014 Ⅲ | 634 (2,080)    |       | 2012 | —                          | Sumida        | — |
| —          | Tokyo Tower                                  | TaroTokyo20110213-TokyoTower-01 | 333 (1,092)    | 7     | 1958 | —                          | Minato        | — |
| 1          | Toranomon Hills                              | Toranomon Hills | 256 (838)      | 52    | 2014 | 35°40′01″N 139°44′58″E     | Minato        | 5º edificio più alto del Giappone; 2º edificio più alto del Giappone completato negli anni 2010                                        |
| 2          | Midtown Tower                                | Ground-level view of a rectangular, glass high-rise; a smaller, circular building is nel foreground                                                                                              | 248 (813)      | 54    | 2007 | 35°39′58″N 139°43′53″E     | Minato        | 6º edificio più alto del Giappone; edificio più alto del Giappone completato negli anni 2000                                           |
| 3          | Tokyo Metropolitan Government Building No. 1 | Ground-level view of a grey, window-dotted high-rise; as the building rises, two towers break off on both sides                                                                                  | 243 (799)      | 48    | 1991 | 35°41′22″N 139°41′29.5″E   | Shinjuku      | 7º edificio più alto del Giappone; edificio più alto di Tokyo completato negli anni 1990                                               |
| 4=         | Sunshine 60                                  | Ground-level view of a gray, rectangular high-rise lined with columns of windows | 240 (787)      | 60    | 1978 | 35°43′46.5″N 139°43′04″E   | Toshima       | 8º edificio più alto del Giappone; edificio più alto del Giappone completato negli anni 1970                                           |
| 4=         | NTT docomo Yoyogi Building                   | Ground-level view of a brown, rectangular high-rise; as it rises, it terraces to a point and a white and an orange antenna rises from the top. A clock is located on one side of the building.   | 240 (787)      | 27    | 2000 | 35°41′03.7″N 139°42′11.7″E | Shibuya       | 8º edificio più alto del Giappone; seconda torre dell'orologio più alta al mondo; edificio più alto di Tokyo se si considera l'antenna |
| 6          | Roppongi Hills Mori Tower                    | Aerial view of a gray, oval-shaped high-rise lined with rows of windows; the facade is bisected by a smaller midsection                                                                          | 238 (781)      | 54    | 2003 | 35°39′38″N 139°43′45″E     | Minato        | 10º edificio più alto del Giappone |
| 7          | Shinjuku Park Tower                          | Aerial view of a beige high-rise lined with rows of windows; the building is composed of three adjoined towers of differing heights                                                              | 235 (771)      | 52    | 1994 | 35°41′08″N 139°41′27.4″E   | Shinjuku      | 11º edificio più alto del Giappone |
| 8          | Tokyo Opera City Tower                       | Mid-level view of a white, window-dotted, rectangular high-rise; the corners are cut and made of glass                                                                                           | 234 (769)      | 54    | 1996 | 35°40′58″N 139°41′12.6″E   | Shinjuku      | 12º edificio più alto del Giappone |
| 9          | Sumitomo Fudosan Roppongi Grand Tower        | | 230 (755)      | 40    | 2016 | 35°39′52.6″N 139°44′15.6″E | Minato        | [ 38 ] [ 39 ] [ 40 ] |
| 10         | Shinjuku Mitsui Building                     | Ground-level view of a black, rectangular high-rise. its glass facades are highly reflective and the smaller facade is bisected by black, inset, crisscrossed beams                              | 225 (738)      | 55    | 1974 | 35°41′30.8″N 139°41′38″E   | Shinjuku      | 14º edificio più alto del Giappone |
| 11         | Shinjuku Center Building                     | Ground-level view of a brown, rectangular high-rise; the window placement creates several horizontal bands on one side and one vertical stripe on the other                                      | 223 (731)      | 54    | 1979 | 35°41′30.5″N 139°41′43″E   | Shinjuku      | 15º edificio più alto del Giappone |
| 12         | Saint Luke's Tower                           | Ground-level view of two blueish-grey buildings connected by an enclosed corridor near the top of the buildings                                                                                  | 221 (724)      | 47    | 1994 | 35°40′01″N 139°46′43″E     | Chūō          | 16º edificio più alto del Giappone |
| 13         | Shiodome City Center                         | Ground-level view of a high-rise's green, curved, reflective glass facade; it is bisected by a vertical groove                                                                                   | 216 (708)      | 43    | 2003 | 35°39′55″N 139°45′40.5″E   | Minato        | 17º edificio più alto del Giappone |
| —          | Marcus Island LORAN-C transmitter            | — | 213 (699)      | —     | 2000 | —                          | Marcus Island | — |
| 14         | Dentsu Building                              | Ground-level view of a thin high-rises's curved, glass facade | 213 (700)      | 48    | 2002 | 35°39′52.7″N 139°45′46″E   | Minato        | 18º edificio più alto del Giappone |
| 15         | Shinjuku Sumitomo Building                   | Aerial view of a gray, triangular, window-dotted high-rise | 210 (690)      | 52    | 1974 | 35°41′28.7″N 139°41′33″E   | Shinjuku      | 20º edificio più alto del Giappone |
| —          | Toshima Incineration Plant                   | | 210 (689)      | 11    | 1999 | —                          | Toshima       | — |
| 16         | Shinjuku Nomura Building                     | Ground-level view of a white, rectangular, window-dotted high-rise; one side is vertically bisected                                                                                              | 209 (686)      | 50    | 1978 | 35°41′35″N 139°41′43″E     | Shinjuku      | 26º edificio più alto del Giappone |
| 17         | Ark Hills Sengokuyama Mori Tower             | | 207 (678)      | 47    | 2012 | 35°39′48″N 139°44′33″E     | Minato        | [ 63 ] [ 64 ] [ 65 ] |
| 18=        | GranTokyo North Tower                        | Ground-level view of a glass, rectangular high-rise | 205 (673)      | 43    | 2007 | 35°40′40.3″N 139°46′00″E   | Chiyoda       | 23º edificio più alto del Giappone |
| 18=        | GranTokyo South Tower                        | Mid-level view of a rectangular, glass high-rise; one side is vertically bisected by a section                                                                                                   | 205 (673)      | 42    | 2007 | 35°40′43″N 139°46′02″E     | Chiyoda       | 23º edificio più alto del Giappone |
| 20         | Mode Gakuen Cocoon Tower                     | Ground-level view of a blue, glass high-rise. Two opposite sides of the building curve inward until meeting at the top; these sides also have many white stripes haphazardly strewn across them. | 204 (668)      | 50    | 2008 | 35°41′30″N 139°41′49″E     | Shinjuku      | 2º edificio scolastico più alto al mondo; 25º edificio più alto del Giappone                                                           |
| 21         | Izumi Garden Tower                           | Aerial view of a green, glass high-rise composed of square sections that rise to differing heights                                                                                               | 201 (659)      | 45    | 2002 | 35°39′52″N 139°44′23″E     | Minato        | 27º edificio più alto del Giappone |
| 22=        | Sompo Japan Building                         | Ground-level view of a thin, brown and white high-rise; the two wider sides curve and flair out as they near the bottom                                                                          | 200 (656)      | 43    | 1976 | 35°41′33.8″N 139°41′46″E   | Shinjuku      | 28º edificio più alto del Giappone |
| 22=        | JP Tower                                     | Ground-level view of a blue, glass high-rise; the tower sits behind a small, white, stone, window-dotted facade                                                                                  | 200 (656)      | 38    | 2012 | 35°40′46.5″N 139°45′53″E   | Chiyoda       | 28º edificio più alto del Giappone |
| 22=        | Otemachi Tower                               | | 200 (655)      | 38    | 2013 | 35°41′07.5″N 139°45′56″E   | Chiyoda       | [ 84 ] [ 85 ] [ 86 ] |
| 22=        | Yomiuri Shimbun Building                     | | 200 (656)      | 33    | 2013 | 35°41′07.5″N 139°45′56″E   | Chiyoda       | [ 87 ] [ 88 ] [ 89 ] |
| 26         | Shin-Marunouchi Building                     | Ground-level view of a glass, boxy high-rise; it is composed of two sections, the larger of which rises higher than the other                                                                    | 198 (650)      | 38    | 2007 | 35°40′57″N 139°45′51.7″E   | Chiyoda       | 32º edificio più alto del Giappone |
| —          | Sky Tower West Tokyo                         | SkyTower NishiTokyo | 195 (640)      | —     | 1989 | —                          | Nishi-Tokyo   | — |
| 27=        | Harumi Island Triton Square Tower X          | Ground-level view of a three-building complex; each building is white and blue and lined with rows of windows                                                                                    | 195 (639)      | 44    | 2001 | 35°39′22.4″N 139°46′57″E   | Chūō          | 33º edificio più alto del Giappone |
| 27=        | Nihonbashi Mitsui Tower                      | Ground-level view of a rectangular, glass high-rise; adjoining the high-rise is a stone building featuring columns                                                                               | 195 (639)      | 39    | 2005 | 35°41′13″N 139°46′22.8″E   | Chūō          | 33º edificio più alto del Giappone |
| 27=        | Sumitomo Fudosan Shinjuku Grand Tower        | Ground-level view of a blue and black, rectangular, glass high-rise; one facade is covered in slightly protruding vertical stripes.                                                              | 195 (641)      | 40    | 2011 | 35°41′46″N 139°41′26″E     | Shinjuku      | 33º edificio più alto del Giappone |
| 30         | Sannō Park Tower                             | Ground-level view of a boxy, gray high-rise | 194 (638)      | 44    | 2000 | 35°40′23″N 139°44′26″E     | Chiyoda       | 37º edificio più alto del Giappone |
| 31         | Nittele Tower                                | Ground-level view of a blue, glass, rectangular high-rise; attached to one side of the building are two structures consisting of poles that run the height of the building                       | 193 (633)      | 32    | 2003 | 35°39′52.7″N 139°45′35.6″E | Minato        | 40º edificio più alto del Giappone |
| 32=        | Mid Tower                                    | Ground-level view of two similar rectangular high-rises; each building is painted to have curved sections of color on the primarily white facades                                                | 192 (630)      | 58    | 2008 | 35°39′21″N 139°46′25″E     | Chūō          | 37º edificio più alto del Giappone |
| 32=        | Sea Tower                                    | Ground-level view of two similar rectangular high-rises; each building is painted to have curved sections of color on the primarily white facades                                                | 192 (630)      | 58    | 2008 | 35°39′17.6″N 139°46′29.3″E | Chūō          | 37º edificio più alto del Giappone |
| 32=        | Kachidoki View Tower                         | Ground-level view of a white, rectangular high-rise; the corners are cut and balconies form horizontal stripes up the height of the tower                                                        | 192 (631)      | 55    | 2010 | 35°39′34″N 139°46′36″E     | Chūō          | 41º edificio più alto del Giappone |
| 35         | Tomihisa Cross Comfort Tower                 | | 191 (627)      | 55    | 2015 | 35°41′31″N 139°42′50.3″E   | Shinjuku      | [ 118 ] [ 119 ] [ 120 ] |
| 36         | Acty Shiodome                                | Aerial view of a brown and beige, rectangular, window-dotted high-rise | 190 (624)      | 56    | 2004 | 35°39′29.5″N 139°45′32″E   | Minato        | Edificio residenziale più alto di Tokyo; 42º edificio più alto del Giappone                                                            |
| 37=        | Shinjuku I-Land Tower                        | Ground-level view of a blue, glass, rectangular high-rise lined with rows of windows; a small circular pad sits atop the building                                                                | 189 (621)      | 44    | 1995 | 35°41′36″N 139°41′35.5″E   | Shinjuku      | 44º edificio più alto del Giappone |
| 37=        | Owl Tower                                    | Ground-level view of a rectangular, window-dotted high-rise; the facades are tri-colored with white, beige and gray areas                                                                        | 189 (621)      | 52    | 2011 | 35°43′39″N 139°43′11″E     | Toshima       | 44º edificio più alto del Giappone |
| 37=        | Brillia Tower Ikebukuro                      | Ground-level view of a rectangular, brown high-rise; it sits on a larger base that has multi-colored panels                                                                                      | 189 (620)      | 49    | 2015 | 35°43′34″N 139°42′59.7″E   | Toshima       | [ 130 ] [ 131 ] [ 132 ] |
| 40=        | Atago Green Hills Mori Tower                 | Aerial view of a glass, window-dotted high rise; the corners are cut near the top | 187 (614)      | 42    | 2001 | 35°39′43.5″N 139°44′55.5″E | Minato        | 46º edificio più alto del Giappone |
| 40=        | Capital Gate Place                           | | 187 (614)      | 53    | 2015 | 35°39′50″N 139°46′59.9″E   | Chūō          | [ 136 ] [ 137 ] |

* Indica gli edifici che sono ancora in costruzione ma hanno raggiunto la massima altezza.
= Indica gli edifici che hanno la stessa classifica perché hanno la stessa altezza.

## Strutture più alte
Questo elenco classifica le strutture di Tokyo che sono alte almeno 185 metri, esclusi gli edifici, in base alla misurazione standard dell'altezza. Questa altezza include guglie, dettagli architettonici e antenne.
| Classifica | Nome                              | Immagine | Altezza Metri (Piedi) | Piani | Anno | Coordinate                 | Tipo struttura     | Quartiere     | Note                                                                                 |
| ---------- | --------------------------------- | --- | --------------------- | ----- | ---- | -------------------------- | ------------------ | ------------- | ------------------------------------------------------------------------------------ |
| 1          | Tokyo Sky Tree                    | Ground-level view of a tall, slender, gray structure                                                                                 | 634 (2,080)           | 32    | 2012 | 35°42′36.5″N 139°48′39″E   | traliccio          | Sumida        | Torre più alta del mondo                                                             |
| 2          | Tokyo Tower                       | Mid-level view of an orange and white lattice frame; the structure curves and widens near the bottom and comes to a point at the top | 333 (1,092)           | 7     | 1958 | 35°39′31″N 139°44′44″E     | traliccio          | Minato        | La più alta struttura in acciaio autoportante al mondo; 23ª torre più alta del mondo |
| 3          | Marcus Island LORAN-C transmitter | An airstrip and a red and white antenna mast on a small, green, triangular island                                                    | 213 (699)             | —     | 2000 | 24°17′08.7″N 153°58′52″E   | traliccio con cavi | Marcus Island | Situato nella Marcus Island, un'isola isolata nell'Oceano Pacifico                   |
| 4          | Toshima Incineration Plant        | Ground-level view of a tall, white, angular chimney rising from a brown, striped building                                            | 210 (689)             | 11    | 1999 | 35°44′03.6″N 139°42′50″E   | ciminiera          | Toshima       | Camino dell'inceneritore più alto del mondo                                          |
| 5          | Sky Tower West Tokyo              | Ground-level view of a cluttered lattice structure                                                                                   | 195 (640)             | —     | 1989 | 35°44′06.5″N 139°31′22.5″E | torre              | Nishitōkyō    | Struttura più alta dell'area di Tama                                                 |

### Strutture demolite o distrutte

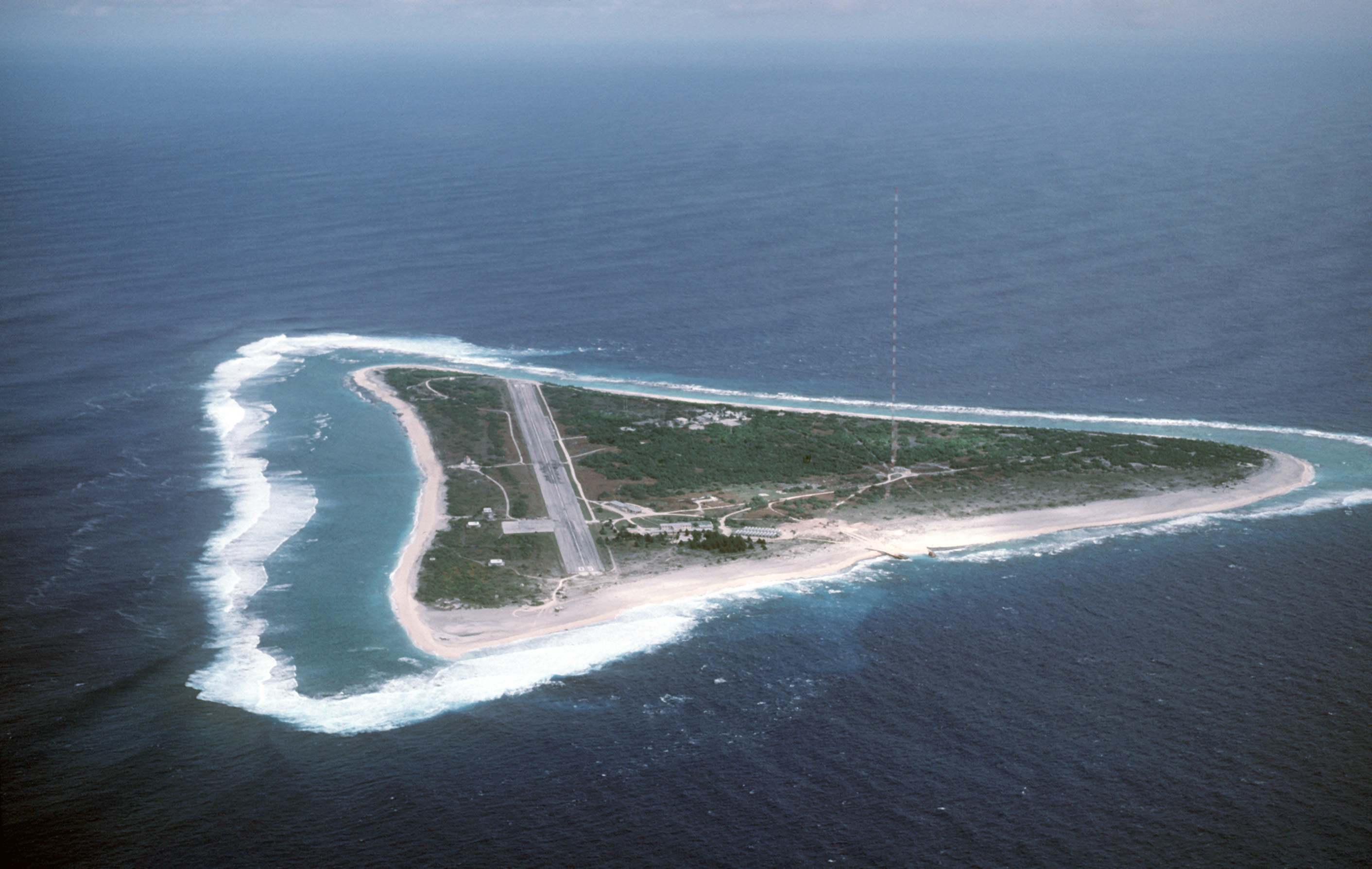
Il secondo traliccio Marcus Island LORAN-C per le trasmissioni era alto solo la metà del traliccio precedente sostituito.

| Nome                                                    | Altezza Metri (Piedi) | Anno costruzione | Anno distruzione | Tipo struttura     | Locazione     | Note                                        |
| ------------------------------------------------------- | --------------------- | ---------------- | ---------------- | ------------------ | ------------- | ------------------------------------------- |
| 1st Iwo Jima LORAN-C traliccio per le trasmissioni      | 412 (1,350)           | 1963             | 1965             | traliccio con cavi | Iwo Jima      | Crollato e sostituito                       |
| 1st Marcus Island LORAN-C traliccio per le trasmissioni | 412 (1,350)           | 1964             | 1985             | traliccio con cavi | Marcus Island | Smantellato e sostituito da uno più piccolo |
| 2nd Iwo Jima LORAN-C traliccio per le trasmissioni      | 412 (1,350)           | 1965             | 1993             | traliccio con cavi | Iwo Jima      | Smantellato                                 |
| 2nd Marcus Island LORAN-C traliccio per le trasmissioni | 213 (700)             | 1986             | 2000             | traliccio con cavi | Marcus Island | Smantellato e sostituito                    |

## I più alti in corso di costruzione
Questo elenco comprende edifici e strutture autoportanti in corso di costruzione a Tokyo e che è previsto siano alti almeno 185 metri (607 piedi). Sono inclusi anche gli edifici che hanno raggiunto il massimo ma non sono completati.
| Nome                                                  | Altezza Metri (Piedi) | Piani | Anno | Quartiere | Note                          |
| ----------------------------------------------------- | --------------------- | ----- | ---- | --------- | ----------------------------- |
| Shibuya Station New Station building East Tower       | 230 (754)             | 46    | 2019 | Shibuya   | Costruzione iniziata nel 2014 |
| Toranomon Hills Residential Tower                     | 222 (728)             | 56    | 2020 | Minato    | Costruzione iniziata nel 2017 |
| Urban Regeneration Step Up Project Takeshiba District | 210 (689)             | 39    | 2019 | Minato    | Costruzione iniziata nel 2016 |
| The Park House Nishishinjuku Tower 60                 | 209 (686)             | 60    | 2017 | Shinjuku  | Costruzione iniziata nel 2014 |
| Akasaka Inter City AIR                                | 205 (673)             | 37    | 2017 | Minato    | Costruzione iniziata nel 2014 |
| OH-1 Project                                          | 200 (656)             | 39    | 2019 | Chiyoda   | Costruzione iniziata nel 2016 |
| Shin Hibiya Project                                   | 191 (628)             | 35    | 2017 | Chiyoda   | Costruzione iniziata nel 2015 |
| Toranomon 2-10 Project - Hotel Okura Tokyo            | 189 (620)             | 41    | 2019 | Minato    | Costruzione iniziata nel 2016 |

* Indica gli edifici che sono ancora in costruzione ma hanno raggiunto l'altezza massima.

## Cronologia degli edifici più alti

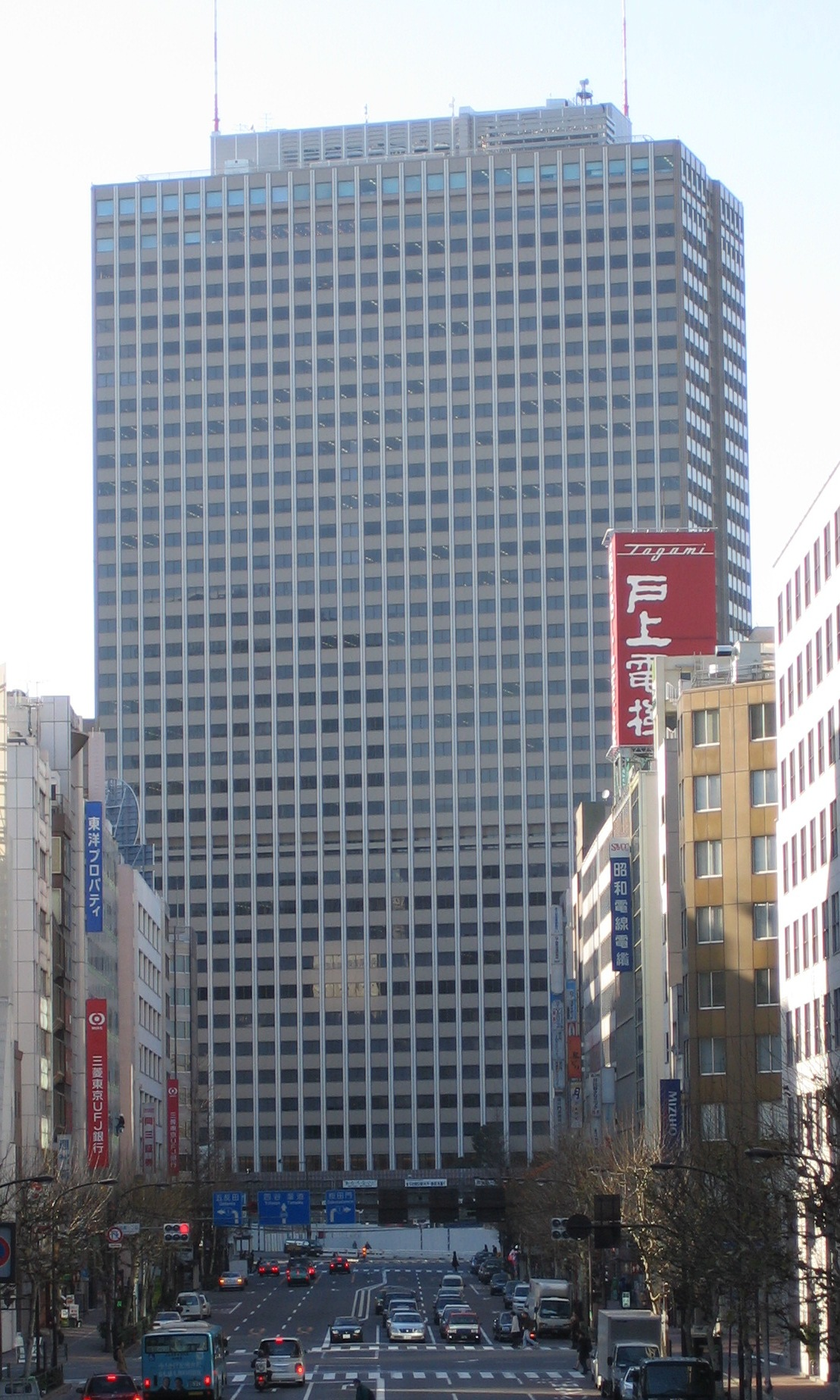
Costruito nel 1968, il Kasumigaseki Building è stato il primo grattacielo moderno a Tokyo ed è stato l'edificio più alto della prefettura fino al 1970.

Questa è una lista di edifici che un tempo avevano il titolo di edificio più alto di Tokyo. Va notato che dal suo completamento nel 2012, la Tokyo Sky Tree è stata la struttura più alta di Tokyo e del Giappone, superando la Tokyo Tower.
| Nome                                         | Anni come più alto | Altezza Metri (Piedi) | Piani | Quartiere | Note    |
| -------------------------------------------- | ------------------ | --------------------- | ----- | --------- | ------- |
| Ryōunkaku                                    | 1890–1923          | 69 (225)              | 12    | Taitō     | [ 154 ] |
| Old Marunouchi Building                      | 1923–1936          | 33 (109)              | 8     | Chiyoda   | [ 155 ] |
| National Diet Building                       | 1936–1964          | 65 (215)              | 9     | Chiyoda   | [ 156 ] |
| Hotel New Otani Tokyo                        | 1964–1968          | 72 (237)              | 17    | Chiyoda   | [ 10 ]  |
| Kasumigaseki Building                        | 1968–1970          | 156 (512)             | 36    | Chiyoda   | [ 157 ] |
| World Trade Center Building                  | 1970–1971          | 163 (533)             | 40    | Minato    | [ 158 ] |
| Keio Plaza Hotel North Tower                 | 1971–1974          | 180 (589)             | 47    | Shinjuku  | [ 159 ] |
| Shinjuku Sumitomo Building                   | 1974–1974          | 210 (690)             | 52    | Shinjuku  | [ 57 ]  |
| Shinjuku Mitsui Building                     | 1974–1978          | 225 (738)             | 55    | Shinjuku  | [ 41 ]  |
| Sunshine 60                                  | 1978–1991          | 240 (787)             | 60    | Toshima   | [ 23 ]  |
| Tokyo Metropolitan Government Building No. 1 | 1991–2007          | 243 (799)             | 48    | Shinjuku  | [ 20 ]  |
| Midtown Tower                                | 2007–2014          | 248 (813)             | 54    | Minato    | [ 6 ]   |
| Toranomon Hills                              | 2014–present       | 256 (838)             | 52    | Minato    | [ 5 ]   |